# Lục Nam
Lục Nam là một xã thuộc tỉnh Bắc Ninh, Việt Nam.

## Địa lý
Xã Lục Nam có vị trí địa lý:
- Phía đông giáp các xã Đông Phú và Nghĩa Phương
- Phía tây giáp xã Tân Dĩnh
- Phía nam giáp xã Bắc Lũng
- Phía bắc giáp xã Bảo Đài.

Xã Lục Nam có diện tích 58,91 km², dân số 58.050 người, mật độ dân số đạt 985 người/km².

## Lịch sử
Phần lớn địa bàn thị trấn Đồi Ngô hiện nay trước đây là thị trấn Lục Nam và xã Tiên Hưng thuộc huyện Lục Nam.
Thị trấn Lục Nam được thành lập vào ngày 20 tháng 7 năm 1957 trên cơ sở tách một phần diện tích và dân số của xã Nam Sơn cũ, là huyện lỵ huyện Lục Nam. Đến năm 1970, huyện lỵ được chuyển về đặt tại khu vực ngã tư Thân - Đồi Ngô.
Ngày 18 tháng 2 năm 1997, Chính phủ ban hành Nghị định 14/CP. Theo đó, thành lập thị trấn Đồi Ngô, thị trấn huyện lỵ huyện Lục Nam trên cơ sở 290 ha diện tích tự nhiên và 3.071 người của xã Chu Điện, 142 ha diện tích tự nhiên và 1.955 người của xã Tiên Hưng, 40 ha diện tích tự nhiên và 113 người của xã Tam Dị.
Sau khi thành lập, thị trấn Đồi Ngô có 472 ha diện tích tự nhiên và 5.139 người. Xã Tiên Hưng còn lại 694 ha diện tích tự nhiên và 5.321 người.
Năm 2018, thị trấn Đồi Ngô có diện tích 4,59 km², dân số là 8.979 người, mật độ dân số đạt 1.956 người/km². Thị trấn Lục Nam có diện tích 1,65 km², dân số là 3.839 người, mật độ dân số đạt 2.327 người, gồm 4 thôn: Vườn Hoa, Chàng 1, Chàng 2, Chàng 3, và 2 xóm: Phố, Tân Lục. Xã Tiên Hưng có diện tích 7,45 km², dân số là 6.150 người, mật độ dân số đạt 826 người/km².
Ngày 21 tháng 11 năm 2019, Ủy ban Thường vụ Quốc hội ban hành Nghị quyết số 813/NQ-UBTVQH14 về việc sắp xếp các đơn vị hành chính cấp xã thuộc tỉnh Bắc Giang (nghị quyết có hiệu lực từ ngày 1 tháng 1 năm 2020). Theo đó, sáp nhập toàn bộ diện tích và dân số của thị trấn Lục Nam và xã Tiên Hưng vào thị trấn Đồi Ngô.
Sau khi điều chỉnh địa giới hành chính, thị trấn Đồi Ngô có diện tích 13,69 km², dân số là 18.968 người.
Ngày 4 tháng 2 năm 2021, Bộ Xây dựng ban hành Quyết định số 129/QĐ-BXD về việc công nhận thị trấn Đồi Ngô là đô thị loại IV.
Ngày 16 tháng 6 năm 2025, Ủy ban Thường vụ Quốc hội ban hành Nghị quyết số 1658/NQ-UBTVQH15 của UBTVQH về việc sắp xếp các đơn vị hành chính cấp xã của tỉnh Bắc Ninh năm 2025. Theo đó, sắp xếp toàn bộ diện tích tự nhiên, quy mô dân số của thị trấn Phương Sơn, thị trấn Đồi Ngô và các xã Cương Sơn, Tiên Nha, Chu Điện thành xã mới có tên gọi là xã Lục Nam.